# 陈士能
陈士能（1938年—），男，浙江嘉兴人，中华人民共和国政治人物，曾任贵州省人民政府省长。

## 生平
早年毕业于清华大学工程化学系高分子合成工艺专业。1984年，担任中华人民共和国轻工业部副部长。1991年，调任贵州省人民政府副省长。1993年，在差额选举中意外胜出任省长。1996年，改任中华人民共和国化学工业部副部长。1998年，任国家轻工业局局长。